# Collonges-et-Premières
Collonges-et-Premières es una comuna nueva francesa situada en el departamento de Côte-d'Or, de la región de Borgoña-Franco Condado. La cabecera y mayor población es Collonges-lès-Premières.

## Historia
Fue creada el 28 de febrero de 2019, en aplicación de una resolución del prefecto de Côte-d'Or del 15 de febrero de 2019 con la unión de las comunas de Collonges-lès-Premières y Premières, pasando a estar el ayuntamiento en la antigua comuna de Collonges-lès-Premières.